# アルフレッド・テリー
アルフレッド・ハウ・テリー（英: Alfred Howe Terry、1827年11月10日-1890年12月16日）は、アメリカ合衆国の弁護士からアメリカ陸軍の職業軍人となり、南北戦争の時の北軍将軍となった。1886年から1869年と1872年から1886年にはダコタ準州の軍事指揮官だった。

## 初期の経歴
テリーはコネチカット州ハートフォードで生まれたが、直ぐに同州ニューヘイブンに転居し、そこで子供時代の多くを過ごした。1848年にイェール大学で学んだ後、弁護士となりニューヘイブン郡の郡上級裁判所事務官に指名された。

## 南北戦争

### サウスカロライナ州
南北戦争が始まったとき、テリーはコネチカット志願兵連隊を立ち上げ、これを指揮して大佐に指名された。この連隊は第一次ブルランの戦いに参戦し、その後サウスカロライナ州に配転された。1862年4月に志願兵の准将に指名され、第10軍団のモリス島師団の指揮官となった。1863年のチャールストンとモリス島に対する包囲戦に深く関わった。テリーの直接指揮下の部隊がグリンボールズ・ランディングの小戦闘を戦い、その後1863年9月にワグナー砦占領に成功したが、翌年に第10軍団全体は北のバージニア州にあったベンジャミン・バトラー少将のジェームズ軍に付けられた。

### バージニア州
テリーのモリス島師団は第10軍団第1師団と呼ばれるようになり、リッチモンド周辺のバミューダ・ハンドレッド方面作戦でプロクターズ・クリークの戦いに参戦した。ピーターズバーグ包囲戦が始まると、テリーはチャフィン農園の戦いなどジェームズ川より北での戦闘を続けた。10月に第10軍団長デイビッド・B・バーニー准将が病死した時、テリーは短期間軍団長を引き継ぎ、その後取り消された。その指導力は問題とされなかったが、南北戦争のこの時点までに同僚の多くが成し遂げていたような戦場での功績が無かったためだった。

### フィッシャー砦とノースカロライナ州

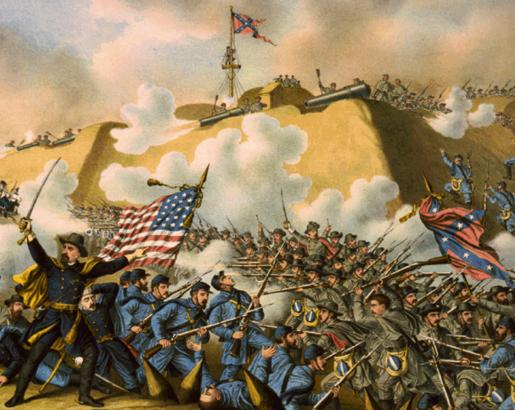
第二次フィッシャー砦の戦いで指揮を執るアルフレッド・テリー将軍（左端）、1865年1月15日。

この戦争でテリーが成し遂げた最大の功績はフィッシャー砦遠征軍団の指揮官となったときのことだった。ベンジャミン・バトラーが1864年末にフィッシャー砦に対する遠征隊を率いて失敗していた。テリーはユリシーズ・グラント中将の信頼を得て、砦に対する2回目の遠征でその陸軍指揮官となった。バトラーと違い、テリーは海軍少将デイビッド・ディクソン・ポーターの率いる戦隊とうまく協業した。1865年1月15日、チャールズ・J・ペイン准将指揮下の黒人兵1個師団を派遣して、フィッシャー砦北のブラクストン・ブラッグ将軍が率いる南軍が近づけないようにした。もう一つの師団であるアデルバート・エイムズ准将の部隊は砦の北側に向かわせた。ポーターの戦隊からの艦砲射撃に続いて、陸軍による激しい白兵戦がおこり、北軍は砦の占領に成功した（第二次フィッシャー砦の戦い）。テリーはフィッシャー砦での功績で志願兵の少将と正規軍の准将に昇進した。2月には援軍が到着し、ジョン・マカリスター・スコフィールド少将がウィルミントンに対する作戦の全体指揮を執った。ウィルミントンの陥落後、フィッシャー砦遠征軍団は第10軍団と改名し、テリーが軍団長に留任して、カロライナ方面作戦の最終段階に参戦した。テリーはこの戦争の中で現れた軍歴の無い将軍の中では最も有能な者の一人と考えられている。

## 戦後の行動
戦後、テリーは軍隊に留まった。1866年から1867年に掛けてワイオミング準州とモンタナ準州で米軍が行ったスー族インディアンに対する一連の攻撃（レッドクラウド戦争）では、「ララミー砦条約」の交渉に貢献して和平を結んだ。1869年12月22日からジョージア州アトランタに本拠を置く第3軍事地区の最後の軍政府長官になった後で、クー・クラックス・クランに対する強力な反対者となった。
1876年から1877年に掛けて、現在は100周年キャンペーンと汎く呼ばれている、インディアンに対する民族浄化作戦で、モンタナ準州を西方に行軍するアメリカ軍部隊の指揮官となった。他にもジョージ・クルックが南から、ジョン・ギボンが西からそれぞれ部隊を率いて同じ目的地に向かった。テリーの部隊は「リトルビッグホーンの戦い」の直後に戦場に到着し、ジョージ・アームストロング・カスター部隊の遺骸を発見した。1877年10月、保留地政策を拒否してカナダに逃れたスー族の一団を追い、名高い戦士シッティング・ブルと交渉した。ネ・ペルセ戦争ではまだモンタナの指揮官であり、保留地政策を拒否してカナダへの逃亡を図ったジョセフ酋長たちネ・ペルセ族の一団の亡命を武力阻止するために援軍を送った。
1878年、テリーは大統領特別委員会でジョン・マカリスター・スコフィールド少将と合流し、フィッツ・ジョン・ポーターの軍法会議による判決の再調査を求めた。委員会はポーターが命令不服従と違法行為の廉で有罪とされたのは不公正であると結論を出した。
1886年、テリーは少将に昇進し、イリノイ州シカゴに本部を置くミズーリ川師団長を任された。テリーはその4年後にニューヘイブンで死に、そこのグラブストリート墓地に埋葬されている。
1967年、ABSテレビのシリーズもの『カスター』に登場し、ロバート・F・サイモンが演じた。このシリーズでは、ウェイン・マウンダーが演じる無作法なカスターとテリーはしばしば衝突する。